# 2004 Lexell
2004 Lexell è un asteroide della fascia principale. Scoperto nel 1973, presenta un'orbita caratterizzata da un semiasse maggiore pari a 2,1718443 UA e da un'eccentricità di 0,0797547, inclinata di 2,49674° rispetto all'eclittica.
L'asteroide è dedicato all'astronomo finlandese, naturalizzato russo, Anders Johan Lexell.